# الساونا في باربيرغ–سلفافالا–سالمونسنون
كانت الساونا تمارس لقرون في فنلندا، والمهاجرين الفنلنديين إلى الولايات المتحدة في أواخر القرن التاسع عشر وأوائل القرون العشرين، ولم تكن القرون العشرين الأولى راغبة في ترك الساونا خلفها في كثير من الأحيان.
كان أول مبنى قاموا ببناءه على ملكيتهم الريفية الجديدة هو الساونا، التي يمكنهم العيش فيه والاستحمام به أثناء بناء مبانيهم الزراعية الأخرى.
وكان  هذا هو الحال مع الساونا.
وقد جاء الفنلنديون أولاً إلى منطقة كوكاتو في عام 1865، بحثاً عن الأراضي الزراعية المتاحة وكانت ثلاث عائلات فنلندية، هي البربرجس (المعروفة أيضا باسم البرباس)، وسيلفارلاز، وسالمونسونز، من بين أقدم المستوطنين في المدينة.

انتقلوا  إلى المساكن المجاورة لهم بحلول عام 1868 وفي ذلك العام، وافقت الأسر على بناء سافوساونا (ساونا البخار) مشتركة على طول خط الملكية بين مزارع باربرغ وسيلفانا.

تحدث الساونا التقليدية مرة واحدة في الأسبوع على الأقل، وغالباً في ليالي السبت، طوال العام.
السافوساونا (ساونا البخار) البسيطة كانت عبارة عن مبنى خشبى ذو قاعات، وقد غطيت القاعات بالصخور التي يمكن تسخينها إلى درجات حرارة مرتفعة، وفي الداخل أيضا كانت هناك منصة خشبية للجلوس أو الاستلقاء على سطحها.
وذلك لزيادة درجة حرارة السافوساونا (ساونا البخار) إلى أقصى حد، وكانت درجات ومقاعد المقاعد السفلية متاحين لمن لا يرغبون في الحد الأقصى لدرجة الحرارة.
يحدث حريق في قلب السافوساونا (ساونا البخار) خلال النهار ثم تُخرج  النار التي احترقت بداخلها مما يسمح للدخان في الساونا أن يتبدد  في الساونا قبل الاستحمام.
وكذلك تبقي الصخور الساخنة في قلب الساونا دافئة لعدة ساعات بعد إخماد الحريق  وهكذا تكون وفرت الحرارة للاستحمام الذي عقب  ذلك.

كان مستخدمو الساونا مثل البربرجس وسيلفارلاز وسالمونسونز يجلسون في المبنى لفترة  كافيه للتعرق وبعدها يجب عليهم التخلص من العرق وتخفيض حرارة جسدهم وتبريده وذلك وذلك بالذهاب إلى الخارج أو أن يتغسلوا ب الماء البارد أو الثلج إذا توفر،  تتكرر هذه العملية حسب الحاجة.
كما استخدموا الويسكي (المصنوعة من أغصان البتولا المرنة) للاهتمام في  البشرة وتحفيزها، مما يتسبب في تنظيفها من خلال التقشير.
وكان غير الفنلنديين في كوكاتو وأماكن أخرى غير مألوفة للساونا، لم يعرفوا ما كان يفعله جيرانهم الفنلنديون في مباني الساونا، التي بدت لهم كأكواخ صغيرة غريبة، وكانت هناك تكهنات كبيرة مما زاد من الجدل بسبب الممارسة المتمثلة في أخذ الساونا والتبريد عن طريق التعري في الهواء النقي  حيث لم يكن للساونا غرفة ملابس منفصلة، كان هذا جيدا عندما كانت ملكيتهم بعيدة، ولكنه  تسبب ب  إثارة جدل كبيرة مع نمو كوكاتو وتم وضع أحد الطرق الرئيسية بالمدينة على طول خط الملكية بين مزارع باربرغ وسيلفانا، بجوار الساونا مباشرة.

وفي عام 1885، ذهب الجدل حول الساونا بربرجس وسيلفارلاز وسالمونسونز إلى المحكمة.
واتهم أفراد الطائفة أسرة سيلفارلاز التي اشترى من عائلات بربرجس وسالمونسونز حصتهم من الساونا (في ذلك الوقت كان من الممارسات الدينية أو غيرها من الممارسات الغريبة المتعلقة باستخدام الساونا).
وقد أثبت السيلفارلاز للمحكمة أنهم مواطنون وطنيون جيدون  وأنهم كانوا يستخدمون الساونا فقط للنظافة، فلقد ضحوا ب 30 دولار كتعويضات عن الاتهامات الموجهة إليهم.
ومع ذلك أمرت المحكمة سيلفارلاز  بنقل الساونا الخاصة بهم إلى موقع أكثر خصوصية على ممتلكاتهم، بعيداً عن الطريق، وقد منحت هذه البلدان مبلغ إضافي قدره 40 دولارا للقيام بذلك.
نقل نيلز سيلفولا الساونا، ولكنه استخدمها من ذلك الحين كسقيفة، أخذ المال الذي ربحته عائلته في المحكمة لبناء ساونا أكبر وألطف في مكان آخر على ملكياتهم.
في عام 1868_1979 سافوساونا (ساونا البخار) والتي تم نقلها عدة مرات منذ 1880، تم نقلها إلى كوكاتو حيث بقيت هناك حتى 1896، وأصبحت السافوساونا (ساونا البخار) الأصلية واحدة من مجموعة المباني التي تحتفل بالتراث الفنلندي للعديد من المباني في المنطقة، والان هو برعاية من قبل جمعية كوكاتو الفنلندية الأمريكية التاريخية، في عام 2008 تم إصلاح السافوسونا (ساونا البخار) واستعادتها بالكامل إلى مظهرها الأصلي.